# Confrérie des jongleurs et bourgeois d'Arras
La Confrérie des jongleurs et bourgeois d'Arras était une fraternité fondée à Arras aux alentours de 1175. 

## Présentation
Comme son nom l'indique, cette confrérie était destinée aux jongleurs (pas seulement les trouvères) ainsi qu'à la bourgeoisie, issue ou non de la classe chevaleresque. Contrairement à d'autres fraternités, elle n'organisait pas de concours poétiques, ce qui la distinguait notamment de celle du Puy d'Arras.
La création de la Confrérie s'inscrit dans une légende selon laquelle deux jongleurs, incapables de régler leurs différends, auraient été approchés par la Vierge Marie qui les aurait envoyés à Arras où sévissait alors la peste. Ils seraient donc allés voir l'évêque de la cathédrale Notre-Dame d'Arras ; la Vierge leur serait apparue de nouveau et leur aurait remis une bougie, dont la cire fondue mêlée avec de l'eau aurait eu le pouvoir de guérir la peste. En signe de gratitude et de louange, les jongleurs auraient ainsi fondé une confrérie pour préserver la bougie et pouvoir célébrer les fêtes religieuses. Peu après, et tout à fait historiquement, une tour a été construite pour abriter la bougie, ce qui a attiré un nombre de pèlerins considérable.
Le document le plus important pour l'histoire de la Confrérie est la nécrologie qui enregistre le décès de tous les membres de 1194 à 1361, parmi lesquels ceux d'Adam de la Halle et de Jehan Erart.

## Sources
- (en) Mary O'Neill, Courtly Love Songs of Medieval France: Transmission and Style in the Trouvère Repertoire, Oxford University Press, 2006
- Christine Jacob-Hugon, L'œuvre jongleresque de Jean Bodel: L'art de séduire un public, vol. 10, De Boeck Supérieur, coll. « Bibliothèque du Moyen Âge », 1998 (lire en ligne), p. 25-27
- Roger Berger, Le nécrologe de la Confrérie des jongleurs et des bourgeois d'Arras, 1194-1361, coll. « Mémoires de la Commission départementale des monuments historiques du Pas-de-Calais », 1963
- Adolphe Guesnon, La confrérie des jongleurs d'Arras et le tombeau de l'évêque Lambert, Arras : Impr. Répessé, Cassel & Cie, 1913 (lire en ligne)